# ساندرام فایننس
ساندرام فایننس (انگلیسی: Sundaram Finance) شرکت خدمات مالی هندی است، که در سال ۱۹۵۴ تأسیس شد.